# Колотов, Виктор Михайлович
Ви́ктор Миха́йлович Ко́лотов (3 июля 1949, пос. Юдино, Татарская АССР, СССР — 3 января 2000, Киев, Украина) — советский футболист, полузащитник; советский и украинский футбольный тренер. Большую часть своей игровой карьеры провёл в составе киевского «Динамо», с которым становился шестикратным чемпионом СССР, дважды выигрывал Кубок СССР, а также по одному разу выиграл Кубок обладателей кубков УЕФА и Суперкубок УЕФА. В составе сборной СССР становился серебряным призёром чемпионата Европы 1972 года, а также бронзовым призёром летних Олимпийских игр в 1972 и 1976 годах. Заслуженный мастер спорта СССР (1975), мастер спорта СССР международного класса (09.10.1972), заслуженный тренер Украинской ССР (1986).

## Ранние годы
Виктор Михайлович Колотов родился 3 июля 1949 года в посёлке Юдино Татарской АССР, в пригороде Казани. Отец — сержант воздушно-десантных войск, был ранен в боях за Киев в 1944 году, награждён боевой медалью. Сам Виктор вырос на железнодорожной станции.
Воспитанник юдинской детской команды «Локомотив», в её составе играл с 1958 года. Первый тренер — Геннадий Константинович Востоков. Занимался в футбольной секции «Трудовые резервы» под руководством Александра Дятлова.

## Клубная карьера

### «Рубин»
В 1967—1968 годах Колотов выступал за клуб «Чайка» из Зеленодольска, а позже играл за казанскую команду «Трудовые резервы». 26 октября 1968 года он дебютировал в составе казанского «Рубина» в товарищеской игре против московского «Спартак» (3:1), заменив в перерыве Виктора Тетёркина. За казанский клуб он отыграл два сезона в 1968—1970 годах, проведя в его составе 69 матчей и забив 15 голов.
С собственных слов, Колотов каждый день в шесть утра ехал в институт в Казань, а учёбу вынужден был постоянно совмещать с играми, но «Рубин» не торопился ему помогать в решении насущных вопросов.

### Переход из «Рубина» в «Динамо»
Летом 1970 года тренировавший тогда киевское «Динамо» Виктор Маслов после встречи киевского СКА с «Рубином» заинтересовался Колотовым. Осенью того же года стало известно, что на Колотова претендовали сразу девять разных команд, среди которых были московские ЦСКА и «Торпедо» и киевское «Динамо». Колотов в итоге подписал сразу три заявления о переходе в эти три команды. Виктор Маслов утверждал, что у него появилось заявление Виктора Колотова о переходе в киевское «Динамо», однако поскольку Маслов покинул пост тренера киевского «Динамо» и возглавил московское «Торпедо», юридические права на приобретение игрока появились и у «торпедовцев». Колотов, находившийся в расположении сборной СССР и готовившийся на базе ЦСКА к выездному матчу против Кипра в рамках отбора на чемпионат Европы, вместе с тренером ЦСКА Валентином Николаевым успел также посетить приём у двух генералов, которые пытались убедить его написать заявление о переходе в ЦСКА. По словам игрока «Торпедо» Владимира Юрина, заявление о согласии перейти в ЦСКА Виктор Колотов подписал только после того, как его пригрозили отправить в армию на Камчатку в случае отказа от перехода.
Вскоре разразился скандал всесоюзного масштаба, который отчасти был раздут клубами, не сумевшими в итоге переманить к себе Колотова. В ноябре 1970 года сборная СССР вернулась из зарубежной поездки: игрок «Торпедо» Владимир Бреднев приехал встречать Виктора Колотова в аэропорт, где увидел в зале прилёта мать и брата Виктора, которые якобы собирались посмотреть новую квартиру Виктора. В аэропорту также присутствовали представители ЦСКА, однако это не насторожило Бреднева никоим образом. Он повёз казанцев в гостиницу «ЗИЛ», сказав, что квартира в Москве для Виктора Колотова готова и её можно посмотреть. Однако стоило Бредневу уехать домой, как мать сказала, что её обоим сыновьям предложены квартиры в Киеве, и Виктор согласился перейти в киевский клуб. Ночью он покинул заводскую гостиницу и первым же рейсом улетел в Киев. Другую версию излагал Евгений Ловчев: в здании аэропорта к Колотову подошли двое военных, которые сообщили ему о призыве в ряды советской армии, что игроки сборной истолковали как начало перехода игрока в ЦСКА. Опасаясь за его будущее, они попытались убедить Николаева, совмещавшего посты тренера ЦСКА и сборной СССР, вмешаться в ситуацию, но тот не собирался отказываться от перехода Колотова в свою команду. В это же время в аэропорту появились ещё двое представителей армии, но из Киева, которые якобы заплатили трём работникам аэропорта, возящим вещи от самолёта. На машине они вывезли Колотова через всю взлётную полосу на шоссе, а затем пересадили его в такси, которое проследовало вплоть до Киева. Позже выяснилось, что на окончательное решение Колотова перейти в Киев повлиял и Андрей Биба.
После оформления перехода Колотова в киевский клуб в советских газетах стали публиковаться от имени тружеников производств разные заявления в адрес Колотова с обвинениями в «рвачестве». При этом Евгений Ловчев утверждал, что в одной из статей Виктора Колотова, обвинявшегося в «меркантильности», перепутали с чемпионом мира по тяжёлой атлетике Василием Колотовым. Апофеозом травли Колотова стал «Детективный фельетон», написанный журналистом газеты «Правда» Ильёй Шатуновским и опубликованный в «Советском спорте» в декабре. Однако нашлись и те, кто выступил в защиту игрока (таковой была газета «Правда Украины»). Вскоре из Москвы поступило официальное требование наказать Колотова: решением Госкомспорта за подачу трёх заявлений в три команды Колотов был дисквалифицирован на год. Однако дисквалификацию решили опротестовать: в частности, на это повлияли прямое требование главного тренера сборной СССР Валентина Николаева, опубликованное в «Советском спорте» покаянное письмо футболиста и действия партийных органов ЦК КПУ. В итоге дисквалификацию отменили перед самым началом чемпионата: в первом же матче против ворошиловградской «Зари» Колотов забил свой первый гол, а по итогам сезона он с 10 голами стал лучшим бомбардиром киевского «Динамо», заставив болельщиков и чиновников забыть о скандальных обстоятельствах перехода в клуб.

### «Динамо»
На момент перехода Колотова в киевского «Динамо» пост тренера команды занимал Александр Севидов, который до этого работал в алма-атинском «Кайрате» и ещё до переезда Колотова в Киев был заинтересован в приглашении Колотова в алма-атинскую команду. Изначально в киевском «Динамо» Колотов играл под номером 6, но позже сменил его номер на 9, под которым играл до конца своей карьеры. По одной из версий, ещё до смены номера игру Колотова увидел испанский вратарь Рикардо Замора и сказал, что игрок подобного уровня смотрелся бы лучше в нападении, играя под номером 9. В течение 7 лет Колотов был капитаном киевского «Динамо», занимая эту должность в 1972—1976 и 1978—1979 годах.
По словам игрока донецкого «Шахтёра» Виктора Звягинцева, Колотов пользовался особым доверием со стороны Валерия Лобановского: тот прощал Колотову любые огрехи, а Виктор всегда отрабатывал этот аванс, выкладываясь на поле по максимуму. После матчей Лобановский неоднократно приводил в раздевалку Колотова и показывал игрокам ноги игрока, искалеченные от постоянных ударов и множества травм, ставя тем самым Колотова в пример другим. Колотов говорил, что у Лобановского были феноменальные организаторские способности, но он был порой слишком жёстким в отношении футболистов и спорить с ним было опасно. В составе киевского «Динамо» Колотов становился чемпионом СССР в 1971, 1974, 1975, 1977 и 1980 годах. Серебряным призёром он становился в розыгрышах чемпионата СССР 1972, 1973, 1976 (осень) и 1978 годов, а бронзовым призёром — в 1979 году.
В финале Кубка СССР 1973 года между киевским «Динамо» и ереванским «Араратом» именно Виктор Колотов открыл счёт с пенальти в матче, однако Левон Иштоян оформил дубль и принёс ереванцам победу и кубок СССР.
В финале Кубка СССР 1974 года между киевским «Динамо» и ворошиловградской «Зарёй» счёт не был открыт в течение 90 минут, вследствие чего были назначены дополнительные 30 минут. Во время паузы Виктор Колотов посоветовал Лобановскому выпустить на поле Анатолия Шепеля и не прогадал: «динамовцы» завоевали Кубок, забив три безответных мяча, а вышедший на замену Шепель стал лидером динамовских атак, который помог команде взломать оборону «Зари» и одержать победу.
В 1975 году киевское «Динамо» завоевало Кубок обладателей кубков УЕФА, а Колотов сыграл все девять матчей, в том числе и финал. Он отметился голом в ответном четвертьфинальном матче против «Бурсаспора», открыв счёт с пенальти на 72-й минуте (итоговая победа 2:0). В финале «динамовцы» победили со счётом 3:0 венгерский «Ференцварош», а Колотову как капитану команды вручили трофей. В том же году «Динамо» выиграло Суперкубок Европы, победив «Баварию» по итогам двух матчей: в первом матче защитник немецкого клуба распорол шипами бедро Колотову, что привело к сильному кровотечению, однако Виктору сделали перевязку, и он продолжил игру. Врачи даже требовали отправить игрока в больницу, но Колотов отказался уходить и сам попросил ему сделать заморозку и замотать ногу. Это был не единственный случай, когда Колотов получал травмы по ходу матчей. Сам он позже рассказывал, что Валерий Лобановский в этом сезоне давал своим подопечным огромные физические нагрузки, что позволяло игрокам обеспечивать большую скорость по ходу матчей, но также приводило к тому, что игроки очень серьёзно уставали.
В 1976 году в последнем туре Высшей лиги чемпионата СССР киевское «Динамо» играло против московского «Спартака»: «красно-белым» надо было сыграть вничью, чтобы не вылететь в Первую лигу. В ходе того матча в ворота «Спартака» был назначен штрафной, который решил пробить Колотов, прежде ни разу не бивший штрафные. После его удара мяч залетел в ворота «Спартака», а в итоге «Динамо» победило 2:1 и выбило «красно-белых» в Первую лигу.
В 1980 году Колотов провёл мало матчей за киевское «Динамо», однако получил золотую медаль титула чемпиона СССР благодаря игре за сборную. В 1981 году, однако, он не получил золотой медали чемпиона СССР, поскольку в составе выигравших первенство киевлян сыграл только четыре матча.
Со слов игрока, из-за надрывок связок колена он чуть не стал инвалидом и восстановился только благодаря усилиям врачей. Однако после этой травмы последовала череда других, более мелких травм, из-за обилия которых в 1981 году Колотов окончательно завершил игровую карьеру.
Всего за киевское «Динамо» в чемпионатах СССР он провёл 218 встреч, забив 62 гола. В еврокубках он провёл 38 матчей (15 игр в Кубке чемпионов, 9 в Кубке кубков, 13 в Кубке УЕФА и одну за Суперкубок), забив 8 мячей (4 мяча в Кубке чемпионов, по 2 в Кубке кубков и Кубке УЕФА).

## Карьера в сборной СССР
В 1970 году Виктор Колотов сыграл в составе сборной РСФСР в товарищеском матче против сборной Польши, который состоялся в Сочи на только что открытом Центральном стадионе. Сборной РСФСР руководил Борис Яковлев, который созвал в команду ряд молодых звёзд. Команда РСФСР победила со счётом 3:2, а Виктор Колотов оформил дубль. В том же году в Казань приехал для чтения лекций бывший наставник сборной СССР Гавриил Качалин, который обратил внимание на игру Колотова в «Рубине» и порекомендовал его кандидатуру новому тренеру сборной СССР, Валентину Николаеву, и тот пригласил Виктора на тренировочные сборы. Вызов в сборную игрока из команды, выступавшей в классе «Б» чемпионата СССР, стал неожиданностью для многих.
28 октября 1970 года Колотов дебютировал за сборную СССР в товарищеском матче против СФРЮ, завершившемся победой СССР со счётом 4:0. Колотов стал не только первым представителем второй лиги, сыгравшим за сборную СССР, но и первым игроком второй лиги, забившим гол за сборную СССР: в той встрече он провёл на поле все 90 минут и забил один мяч. Футболисты «Торпедо» на собрании команды, на котором присутствовал и недавно назначенный на пост тренера Виктор Маслов, назвали игру Колотова отличным дебютом.
В ноябре того же года Валентин Николаев пригласил Колотова в сборную для участия в серии матчей за рубежом: Виктор отличился в игре 15 ноября против Кипра, завершившейся победой со счётом 3:1, и в товарищеских матчах против венского «Рапида» и команды Спортивного союза Гамбурга.
2 апреля 1975 года в игре отборочного турнира чемпионата Европы 1976 против Турции Колотов забил два гола с пенальти на 25-й и 56-й минуте, а также имел как минимум один опасный момент: сборная СССР в итоге выиграла со счётом 3:0. В другом отборочном матче, состоявшемся 15 мая против сборной Ирландии в Киеве, Колотов забил гол, в прыжке замкнув прострельную передачу с фланга (сборная СССР победила со счётом 2:1).
В апреле 1978 года в игре против Финляндии Колотов оформил дубль.
Всего за основную сборную СССР он сыграл 55 матчей и забил 22 гола, став серебряным призёром чемпионата Европы 1972 года. Колотов также является лучшим бомбардиром сборной СССР в рамках отборочных и финальных этапов чемпионатов Европы, отличившись в этих матчах 7 раз. Два матча за сборную СССР Колотов провёл, будучи игроком «Рубина», и он же стал единственным игроком в истории «Рубина», игравшим за сборную СССР. С 1975 по 1976 годы он был капитаном сборной СССР.
За олимпийскую сборную СССР Колотов сыграл 11 матчей и забил 2 гола, став бронзовым призёром Олимпийских игр 1972 и 1976 годов. С его слов, многочисленные травмы не позволили ему добиться успехов в сборной СССР.

## Стиль игры
Виктор Колотов считался лучшим советским футболистом 1970-х годов, олицетворявшим идеи нидерландского «тотального футбола». Будучи номинальным полузащитником, Колотов за 90 минут непрерывного движения по полю мог сыграть абсолютно на любой позиции — в центре нападения и на фланге, в роли диспетчера и опорника. Обозреватель газеты «Советский спорт» Лев Филатов называл Виктора Колотова игроком «уникальных функциональных возможностей», с которым по объёму исполняемой работы не мог сравниться никто из советских игроков. Гавриил Качалин высоко оценивал физические параметры Колотова и его телосложение, выделяя «мягкие, эластичные мышцы, крепкие кости, фантастическую работоспособность». Виктор Звягинцев говорил, что у Колотова были особые лёгкие, а его выносливость называл «феноменальной». Среди болельщиков была распространена шутка, что Колотов при необходимости может отыграть не два тайма, а три или даже четыре, играя с той же неутомимостью.
По словам Валерия Лобановского, Колотов всегда был нацелен на атаку: после любой передачи (короткой, средней или длинной) он немедленно бежал вперёд, несмотря на силовые приёмы со стороны противников, поскольку всегда стремился оказаться первым у мяча после передачи партнёра и забить. Лёгкость его игре придавали оригинальная техника владения мячом, широкий беговой шаг, быстрота мышления и умение предвидеть ситуацию на несколько ходов вперёд. Лобановский ценил Колотова за умения не только решать отдельные эпизоды на поле, но и глобально оценивать ход всего матча. Тренер мадридского «Реала» Мигель Муньос в 1972 году заявил, что если бы у него была возможность взять игроков киевского «Динамо» в свою команду, он пригласил бы туда Виктора Колотова, Олега Блохина и Владимира Мунтяна.

## Тренерская карьера
После завершения игровой карьеры Колотов стал тренером: в 1984—1992 годах он работал в тренерском штабе киевского «Динамо», возглавляя команду дублёров. В начале 1990-х годов все игроки и тренеры киевского «Динамо» получили в качестве подарков автомобили Mercedes-Benz 190 с государственными номерами. По невероятному совпадению, почти все автомобили позже попадали в автокатастрофы: не избежал этой участи и автомобиль Виктора Колотова. Игравший тогда в клубе Ахрик Цвейба однажды тайно скрутил номера с побитой машины Колотова, стоявшей на базе в Конча-Заспе и ожидавшей ремонта, чтобы поставить их на собственный ВАЗ-2107 и съездить по делам.
В 1993 году Колотов руководил киевской командой «Борисфен», с 1995 по 1996 годы возглавлял молодёжную сборную Украины, которая играла в отборочном цикле к молодёжному чемпионату Европы 1996 года и одновременно боролась за выход на Олимпиаду в Атланте, а с 1996 по 1997 годы руководил клубом «Прикарпатье» из Ивано-Франковска. В 1998—1999 годах он снова был тренером молодёжной сборной Украины, с которой боролся за выход на чемпионат Европы 2000 года. В конце 1998 года имя Колотова фигурировало в списке из нескольких специалистов, претендовавших на пост главного тренера казанского «Рубина», но клуб в итоге возглавил Павел Садырин.
Второй цикл работы Колотова в молодёжной сборной охарактеризовался громким скандалом: 31 марта 1999 года его сборная в Киеве разгромила Исландию со счётом 5:1, но в ответной встрече 3 сентября в Рейкьявике сенсационно проиграла со счётом 1:4. По воспоминаниям журналиста Максима Максимова, друга Колотова, ходили слухи, что несколько игроков команды (воспитанники донецкого «Шахтёра») решили «сдать» матч в знак протеста против того, что сборную лишили премиальных. Узнать правду от Колотова о матчах против Исландии не удалось, равно как и от лидера команды Геннадия Зубова. Тренер основной сборной Украины Йожеф Сабо просил игроков, выступавших под руководством Колотова, не отходить от тренера ни на шаг: после матча с Исландией в Рейкьявике Колотов, не понимая причин показанной игры, в раздевалке прямо спросил у игроков, мог ли он кого-то обидеть или нарушить данное кому-либо обещание. По мнению Максимова, тогда же Колотов перенёс первый инфаркт.
По просьбе председателя совета министров Украины Валерия Пустовойтенко и вице-президента Федерации футбола Украины Владимир Трошкин позвонил Колотову и сообщил о его отставке. Лечение он проходил в Октябрьской больнице, куда к нему приходили посетители. После отставки Колотову предложили работу в «Рубине», тренером которого тогда ещё был Павел Садырин. 12 ноября 1999 года Колотов прибыл в Казань, встретившись с директором «Рубина» Альбертом Багаутдиновым и председателем городского спорткомитета Ильгизаром Зариповым. На фоне завершения контракта Садырина в конце года и возможности его ухода в петербургский «Локомотив» возможность назначения Колотова главным тренером казанской команды рассматривалась как реальная. Хотя Виктор Михайлович дал предварительное согласие, последствия инфаркта не позволили ему приступить к работе. Его здоровье к тому моменту было разрушено не только инфарктом, но и курением и алкоголем. Колотов в последние годы много курил, но после инфаркта врачи разрешили ему выкуривать не более одной сигареты в день, а на праздниках иногда немного выпивал.
Со слов журналиста Сергея Гаврилова, предложения Колотову возглавить «Рубин» поступали неоднократно ещё во время его работы тренером на Украине, однако всякий раз он отказывался. Даже когда ему поступило очередное предложение из Казани после увольнения из молодёжной сборной Украины, к работе с казанским клубом Колотов так и не смог приступить, поскольку не разбирался в специфике первого российского дивизиона.

## Смерть
Второй инфаркт Колотов перенёс в конце 1999 года, хотя в канун Нового года врачи выписали его из больницы. 28 декабря 1999 года Колотов встретился с группой ветеранов «Динамо» в кафе: в частности, на встрече присутствовали Андрей Биба и Евгений Рудаков. 2 января 2000 года он отправился на охоту с друзьями, несмотря на уговоры родных остаться дома. По дороге домой в сугробах застрял один из автомобилей, который пришлось выталкивать: участники охоты утверждали, что Колотов не участвовал, хотя Максим Максимов полагал, что Колотов мог в этом участвовать при своём характере. Перед возвращением в Киев все решили устроить небольшой обед на капотах машин и выпить, однако Колотов отказался. По словам Максимова, он ушёл на край поляны и в течение 40 минут смотрел на заходившее солнце.
Вернувшись с охоты, у себя дома в Киеве Колотов почувствовал себя плохо. Жена вызвала соседей по лестничной клетке — врачей, но они оказались бессильны. Вечером 3 января 2000 года Виктор Колотов скончался от острой сердечной недостаточности. На поминках его партнёр по киевскому «Динамо» Стефан Решко намекнул, что конфликт с игроками молодёжной сборной мог свести Колотова в могилу.
Похоронен на Лесном кладбище Киева на участке 76а. На надгробии изначально были установлены бронзовые адидасовские бутсы наподобие тех, в которых играл Колотов, но позже мародёры их похитили. После этого на могиле были закреплены обычные кожаные бутсы.

## Личная жизнь
Супруга — Елена Никифоровна Колотова, окончила Институт народного хозяйства и работала экономистом. Поженились в 1974 году, 25-летие брака отметили 28 декабря 1999 года. Сын — Евгений (1975 г.р., живёт в Чикаго). По словам Елены Никифоровны, на восьмом месяце беременности она провалилась в открытый канализационный люк и еле удержалась на раставленных локтях. Внучка — Виктория. Колотов проживал со своей семьёй в Киеве в доме по улице Аистова.
Среди крупнейших хобби Виктора Михайловича были охота и рыбалка: он состоял в элитном охотничьем клубе и даже дважды признавался «королём охоты». Уже после окончания игровой карьеры он много катался на велосипеде, играл в настольный теннис и шахматы. Тренер Колотова в киевском «Динамо» Валерий Лобановский также привил своему подопечному любовь к литературе и театру: Виктор Михайлович не пропускал гастроли Котэ Махарадзе и Софико Чиаурели в Киеве, любил историческую литературу и творчество Ильфа и Петрова, а также обожал мультфильмы.
С конца 1980-х годов Колотов редко давал интервью, поскольку один из журналистов тогда высказался в его адрес в крайне оскорбительном тоне. Одно из редких интервью было записано журналистом Сергеем Гавриловым 24 октября 1994 года на старой базе «Рубина» в Казани и опубликовано в газете «Известия Татарстана». Колотов согласился на публикацию интервью при условии, что оно не будет перепечатано ни в одном другом издании. Его перепечатали только 18 января 2000 года в выпуске «Спорт-Экспресс Футбол», уже после смерти футболиста, а затем 22 марта 2013 года в казанском издании «Бизнес ONLINE».

## Достижения

### Клубные
- Чемпионат СССР
  - Чемпион: 1971, 1974, 1975, 1977[1][15], 1980[7][6], 1981[b][8][5]
  - Серебряный призёр: 1972, 1973, 1976 (осень), 1978[15]
  - Бронзовый призёр: 1979[15]
- Кубок СССР
  - Обладатель: 1974, 1978[15]
  - Финалист: 1973[15]
- Кубок обладателей кубков УЕФА
  - Обладатель: 1974/1975[15]
- Суперкубок УЕФА
  - Обладатель: 1975[15]

### В сборной
- Серебряный призёр чемпионата Европы 1972[1][15]
- Бронзовый призёр Олимпийских игр 1972[1][15]
- Бронзовый призёр Олимпийских игр 1976[1][15]

### Личные
- В списках 33 лучших футболистов сезона в СССР (7)[7]:
  - № 1 (1971, 1972, 1974, 1975[28], 1976[15])
  - № 2 (1977)[29][15]
  - № 3 (1973)[30][15]
- Второй футболист СССР 1971 года (приз еженедельника «Футбол-Хоккей», по опросу журналистов)[5]
- Лучший бомбардир сборной СССР в матчах чемпионатов Европы (включая отборочные игры) — 7 голов[5]
- Один из обладателей приза «Лучшие дебютанты сезона»: (1971)
- Член клуба Григория Федотова (103 гола)[13]
- Член клуба Олега Блохина (109 голов)
- Член Клуба Игоря Нетто
- Член символической сборной Украины XX века по версии газеты «Украинский футбол» (итоги опроса, проведённого на стыке 2000 и 2001 годов, набрал 35 % голосов читателей)[31]

## Государственные награды
- Заслуженный мастер спорта СССР (1975)[15]
- Мастер спорта СССР международного класса (1972)[15]
- Заслуженный тренер Украинской ССР (1986)[7]
- Орден «За заслуги» ІІІ степени (13 мая 2016, посмертно) — за весомые личные заслуги в развитии и популяризации отечественного футбола, поднятия международного спортивного престижа Украины и в годовщину 30-летия победы в финальном матче Кубка обладателей кубков УЕФА, добытой под руководством главного тренера футбольного клуба «Динамо» Киев, Героя Украины Лобановского Валерия Васильевича[32]

## Память
- В 2001 году в Зеленодольске состоялся ветеранский турнир, посвящённый памяти Виктора Колотова: в турнире приняли участие команды ветеранов разных городов Татарстана и ветераны «Рубина»[33]. Также в Киеве и Зеленодольске проводятся ежегодные международные турниры, посвящённые памяти Колотова.
- В 2003 году именем Виктора Колотова назван стадион «Комсомолец» в Зеленодольске[5]. На стадионе был установлен памятник футболисту: идею поддержали футбольные клубы «Алнас», «Рубин» и «Нефтехимик», а также Федерация футбола Украины, перечислившая часть средств на возведение памятника[3].
- В декабре 2016 года было объявлено, что ещё один памятник Виктору Колотову будет установлен в Казани в преддверии чемпионата мира[34].

## Статистика выступлений
| Клуб          | Сезон    | Чемпионат | Чемпионат | Кубок | Кубок | Еврокубки | Еврокубки | Суперкубок | Суперкубок | Всего | Всего |
| Клуб          | Сезон    | Игры      | Голы      | Игры  | Голы  | Игры      | Голы      | Игры       | Голы       | Игры  | Голы  |
| ------------- | -------- | --------- | --------- | ----- | ----- | --------- | --------- | ---------- | ---------- | ----- | ----- |
| Динамо (Киев) | 1971     | 25        | 10        | -     | -     | -         | -         | -          | -          | 25    | 10    |
| Динамо (Киев) | 1972     | 26        | 11        | 4     | 0     | 6         | 0         | -          | -          | 36    | 11    |
| Динамо (Киев) | 1973     | 23        | 6         | 6     | 6     | 5         | 2         | -          | -          | 34    | 14    |
| Динамо (Киев) | 1974     | 28        | 7         | 4     | 0     | 9         | 2         | -          | -          | 41    | 9     |
| Динамо (Киев) | 1975     | 25        | 12        | 1     | 1     | 4         | 2         | -          | -          | 30    | 15    |
| Динамо (Киев) | 1976 (в) | 3         | 0         | -     | -     | -         | -         | -          | -          | 3     | 0     |
| Динамо (Киев) | 1976 (о) | 7         | 3         | -     | -     | 2         | 2         | -          | -          | 9     | 5     |
| Динамо (Киев) | 1977     | 15        | 5         | -     | -     | 2         | 0         | 1          | 0          | 18    | 5     |
| Динамо (Киев) | 1978     | 23        | 2         | 7     | 1     | 4         | 0         | -          | -          | 34    | 3     |
| Динамо (Киев) | 1979     | 28        | 5         | 6     | 3     | 6         | 0         | -          | -          | 40    | 8     |
| Динамо (Киев) | 1980     | 11        | 1         | 1     | 0     | 1         | 0         | -          | -          | 13    | 1     |
| Динамо (Киев) | 1981     | 4         | 0         | 5     | 0     | -         | -         | -          | -          | 9     | 0     |
| Всего         | Всего    | 218       | 62        | 34    | 11    | 39        | 8         | 1          | 0          | 292   | 81    |

## Комментарии
1. ↑  Геннадий Ларчиков пишет, что сборную встречали в аэропорту «Внуково»[12], а Евгений Ловчев указывает в качестве такового аэропорта «Шереметьево»[14]
2. ↑  В 1980 и 1981 годах Колотов выступал в составе киевлян, однако поскольку он сыграл мало матчей[6], в ряде справочников эти чемпионаты не учтены.
3. ↑  Статистика в Кубках СССР и еврокубках составлена по схеме «осень-весна» и зачислена в год старта турниров